# Эйлер, Христофор Леонтьевич
Христофор Леонтьевич Эйлер (1743—1808) — генерал-лейтенант русской императорской армии, командир Сестрорецкого оружейного завода.

## Биография
Третий сын знаменитого математика Леонарда Эйлера, родился в Берлине 20 апреля 1743 г.
Во время Семилетней войны он служил офицером в прусской артиллерии, а по переезде своего отца в Россию, по желанию последнего, попросил увольнения от службы, на что, однако, Фридрих Великий не согласился и, после повторной просьбы Эйлера, приказал его, как уроженца Пруссии, арестовать и посадить в крепость. Когда это стало известно императрице Екатерине, она вступилась за Эйлера и написала письмо королю, который 17 января 1767 г. приказал освободить Эйлера и немедленно отправил его с ответным письмом к императрице в Россию. Здесь Эйлер был принят в артиллерию с повышением в чине.
7 января 1778 года Эйлер получил чин майора и затем по личному выбору императрицы назначен командиром Сестрорецкого оружейного завода, где заведовал постройкой фабричных зданий. 2 октября 1781 года произведён в подполковники, а 1 января 1787 года — в полковники; был награждён орденом Св. Владимира 4-й степени. В 1789 г., когда все работы были закончены, императрица осмотрела их и выразила своё благоволение Эйлеру. Вслед за тем он был произведён в генерал-майоры (14 апреля 1789 года) и, согласно своей просьбе, назначен начальником артиллерии в армию, действовавшую против шведов.
По заключении мира со Швецией Эйлер оставался начальником артиллерии, расположенной в Финляндии, и всех пограничных крепостей. 22 сентября 1791 года он был пожалован орденом Св. Владимира 3-й степени, а 26 ноября 1792 года — орденом Св. Георгия 4-й степени (№ 961 по списку Григоровича — Степанова). В это время он жил в Выборге. Когда в 1793 г. здесь случился большой пожар, Эйлер обнаружил много распорядительности и самоотвержения; ему удалось отстоять, между прочим, пороховые погреба, расположенные в бастионах, где хранилось 11000 пудов пороха, и этим спасти от неминуемой гибели крепость, её гарнизон и жителей города.
В следующем 1794 г. Эйлер с семейством переехал на жительство в Санкт-Петербург и через пять лет, в 1799 г., вышел в отставку в чине генерал-лейтенанта. После этого он жил сперва в Минской губернии, а затем переехал в Финляндскую губернию, где в Выборге купил дом и в 10 верстах от города мызу Ракалаиоки. Здесь 20 февраля 1808 г. Эйлер и скончался.
Любя страстно математику и астрономию, Эйлер всё свободное от службы время посвящал занятиям этими предметами и достиг таких успехов, что в 1769 г. в числе других лиц, командированных Академией Наук, был отправлен в Орскую крепость (на Урале) для наблюдения прохождения Венеры через Солнце. В это же время были произведены им астрономические наблюдения и в Яицком городке.
Сын его, Фёдор Христофорович, в чине подполковника участвовал в Отечественной войне и также был кавалером ордена св. Георгия 4-й степени. Другой сын, Александр, был генералом от артиллерии и директором Артиллерийского департамента Военного министерства Российской империи. Ещё один сын, Павел Христофорович, также получил генеральский чин.